# کاروانسرای زعفرانیه
کاروانسرای زعفرانیه مربوط به دوره صفوی - دوره قاجار است و در شهرستان سبزوار، دهستان رباط، روستای زعفرانیه واقع شده و این اثر در تاریخ ۱۷ آذر ۱۳۶۴ با شمارهٔ ثبت ۱۶۹۶ به‌عنوان یکی از آثار ملی ایران به ثبت رسیده‌است.
این کاروانسرا بر روی بنای متروکهٔ کاروانسرایی مربوط به دوره صفوی و سلجوقی احداث شده و دارای آب‌انباری در ضلع جنوب غربی می‌باشد. کاروانسرا از نوع چهار ایوانی دارای حیاط مرکزی و اصطبل‌هایی در اطراف آن است. در بعضی از طاق نماها تزیینات مقرنس وجود دارد. پلان دارای ریتم، تقارن و تعادل است و ساخت آن متأثر از سبک آذری و آجرکاری‌های آن متأثر از سبک رازی است.

## وجه تسمیه
بنا بر استناد موجود در سفرنامه جیمس بیلی فریزر، به دلیل استفاده از زعفران به جای کاه در ملات آن به کاروانسرای زعفرانیه معروف است. تعابیر دیگری نیز دربارهٔ وجه تسمیه زعفرانیه وجود دارد.

## ثبت در فهرست میراث جهانی
در ۲۶ شهریور ۱۴۰۲ در جریان چهل و پنجمین اجلاس کمیته میراث جهانی یونسکو در ریاض، کاروانسرای زعفرانیه به‌همراه ۵۳ کاروانسرای تاریخی دیگر (جمعاً ۵۴ کاروانسرا در ۲۴ استان ایران) تحت عنوان کاروانسراهای ایرانی در فهرست میراث جهانی قرار گرفتند. این مجموعه جهانی به عنوان بیستمین و هفتمین اثر جهانی کشور ایران شناخته می‌شود.

## نگارخانه

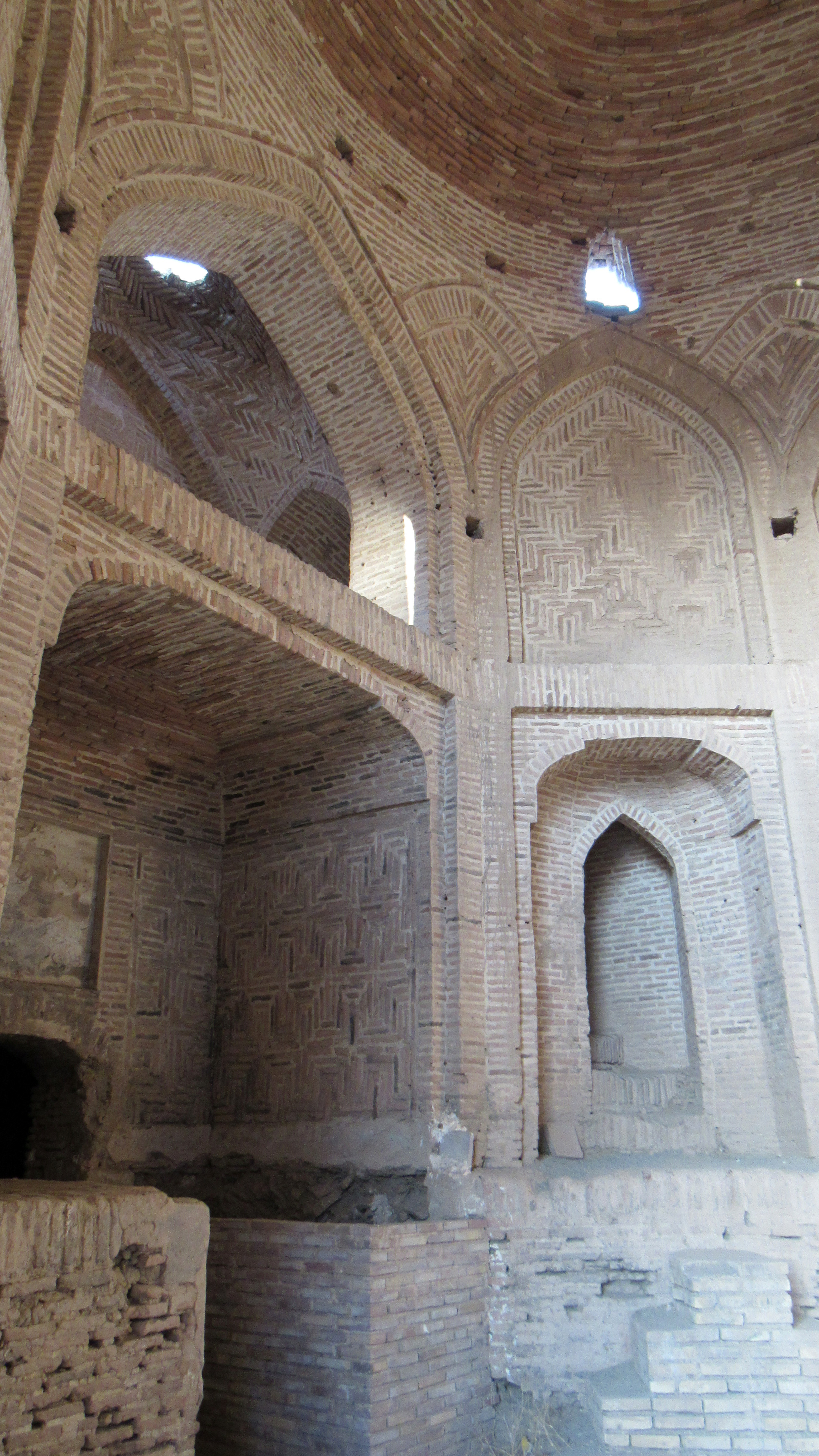
دالون ورودی و راه‌پله
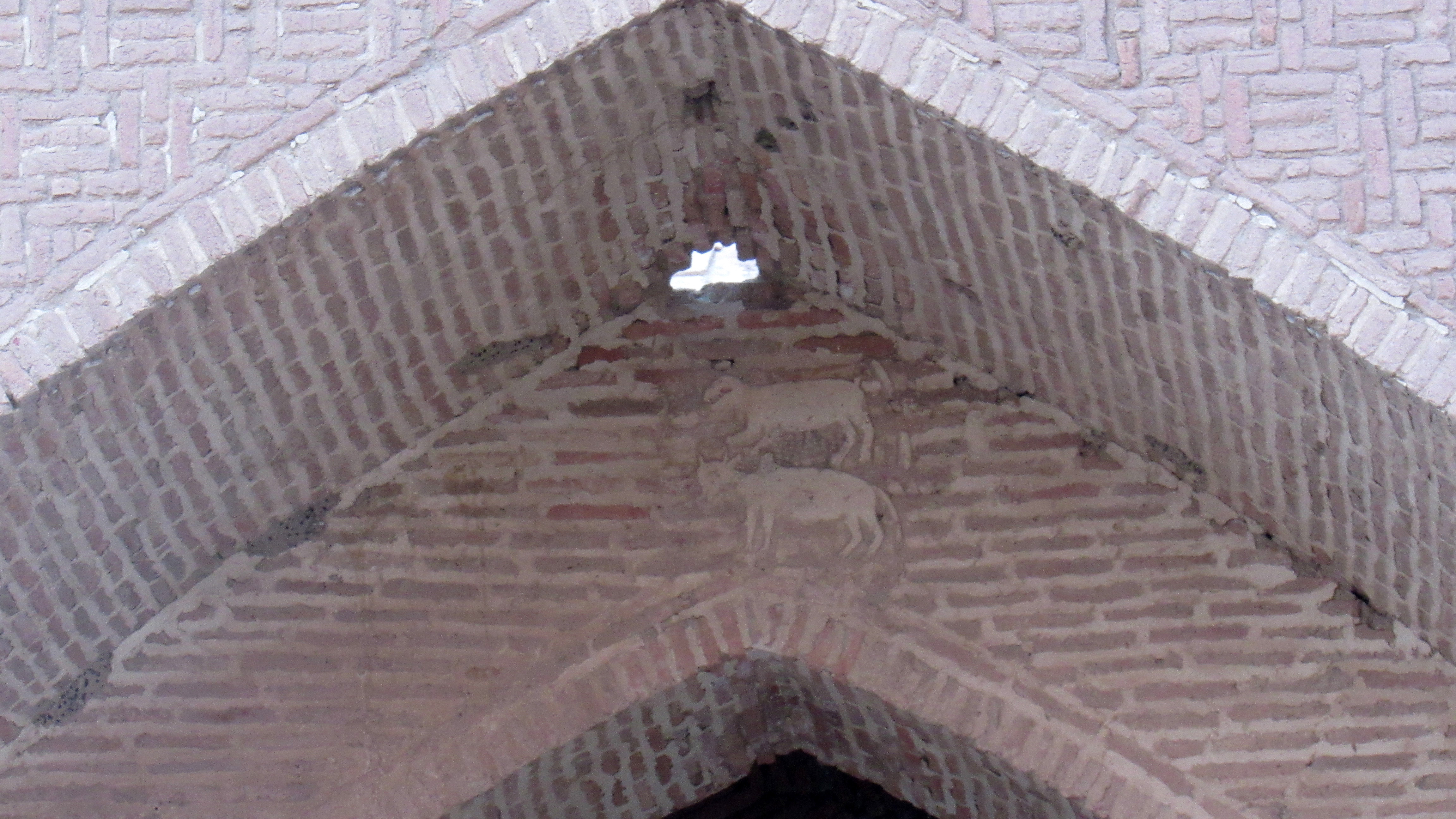
نقش‌های کار شده در کاروانسرا
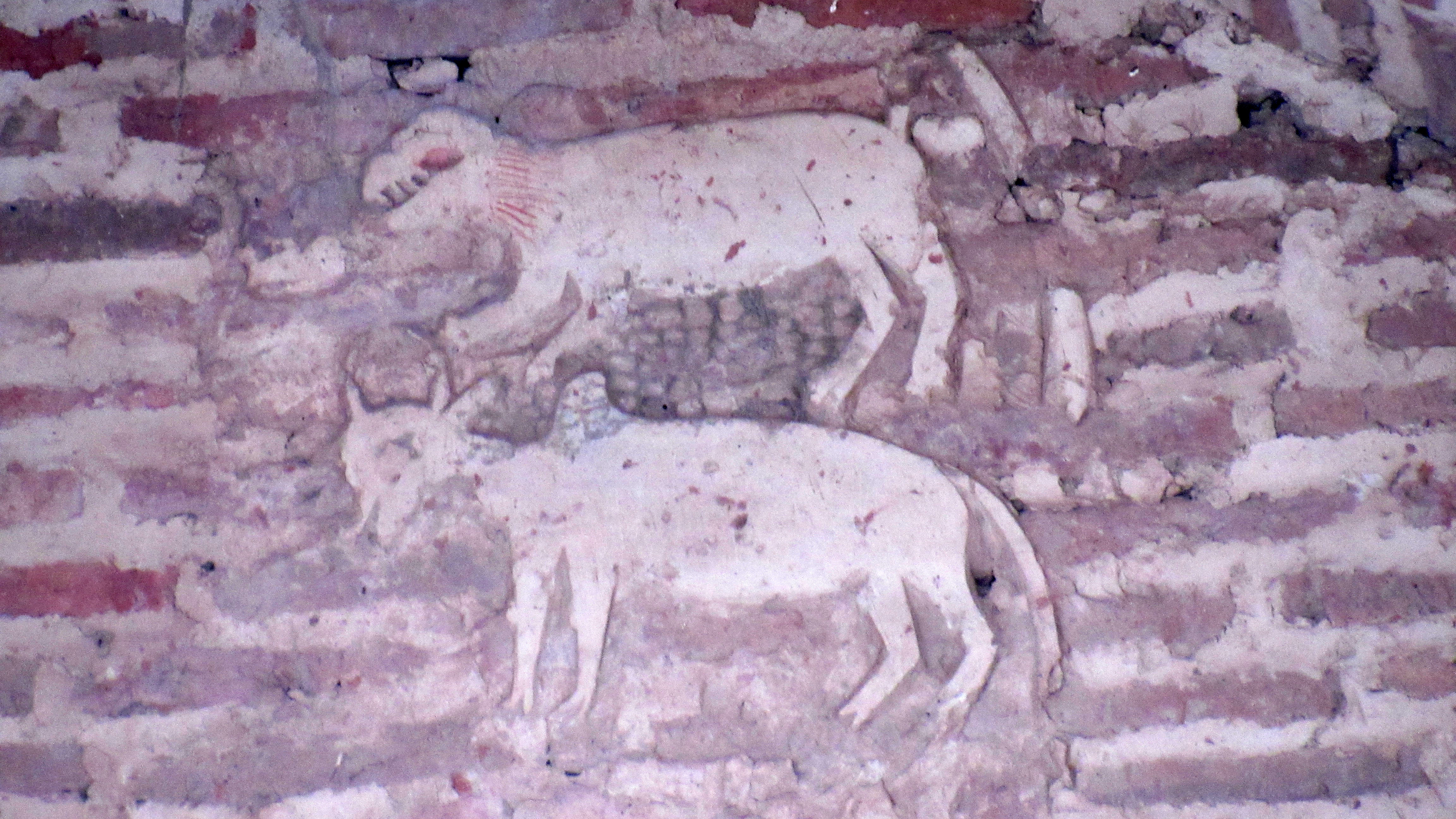
نقش‌های کار شده از نزدیک
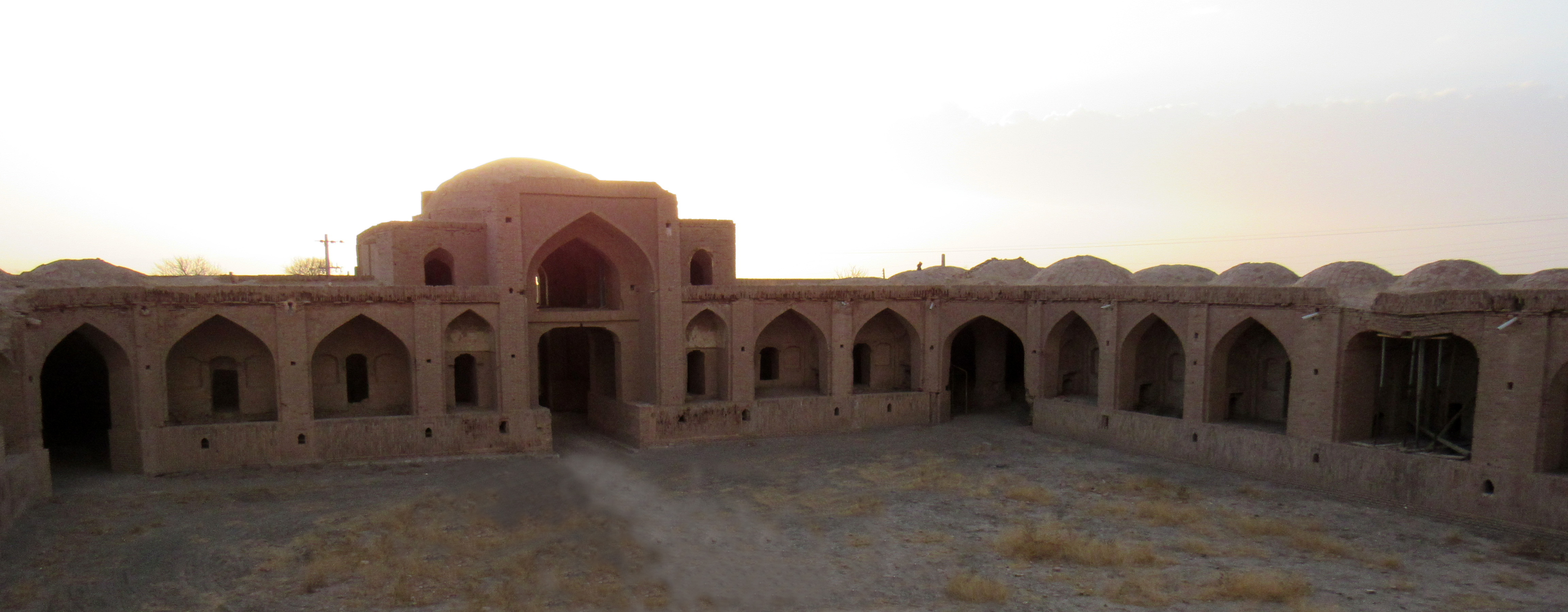
درون کاروانسرا
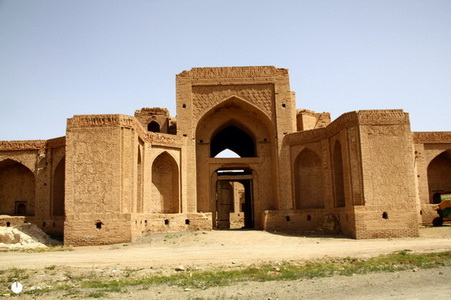
سردر کاروانسرا